# Europaparlamentsvalet i Danmark 2004
Europaparlamentsvalet i Danmark 2004 ägde rum söndagen den 13 juni 2004. Drygt fyra miljoner personer var röstberättigade i valet om de fjorton mandat som Danmark hade tilldelats innan valet. I valet tillämpade landet ett valsystem med partilistor och d’Hondts metod, utan någon spärr för småpartier. d’Hondts metod användes dock på valalliansbasis, det vill säga mandaten fördelades först mellan valallianserna och därefter mellan partierna inom varje allians. I valet ställde bland annat Socialdemokraterne och Socialistisk Folkeparti, Venstre och Konservative Folkeparti respektive Junibevægelsen mod Union och Folkebevægelsen mod EU upp som valallianser. Systemet med valallianser gynnade Folkebevægelsen mod EU, som vann ett mandat på Konservative Folkepartis bekostnad.
Socialdemokraterne var valets vinnare. Partiet blev inte bara störst, utan erhöll också mer än 16 procentenheter fler röstandelar än i valet 1999. Det gav partiet fem mandat, två fler än i det föregående valet. Samtidigt backade liberalkonservativa Venstre med över fyra procentenheter, vilket innebar en förlust av två mandat. Även det euroskeptiska partiet Junibevægelsen mod Union backade kraftigt och tappade två av sina tre mandat. I övrigt skedde inga förändringar i mandatfördelningen. Konservative Folkeparti gick dock framåt med nästan tre procentenheter, Socialistisk Folkeparti och Dansk Folkeparti med nästan en procentenhet var, medan Radikale Venstre och Folkebevægelsen mod EU båda backade med ett par procentenheter. Övriga partier lyckades inte erhålla tillräckligt med röster för att vinna mandat. Totalt sett var valet en stor framgång för oppositionspartiet Socialdemokraterne medan de euroskeptiska partierna och regeringspartiet Venstre backade.
Valdeltagandet uppgick till 47,89 procent, en nedgång med 2,57 procentenheter jämfört med valet 1999. Även om det var ett lågt deltagande för att vara ett danskt val, låg det över genomsnittet för hela unionen.

## Valresultat
| |          |  |           |        |
| | Andel    |  | Antal     | Mandat |
| Socialdemokraterne                                                                                   | 32,65 %  |  | 618 412   | 5      |
| Socialdemokraterne                                                                                   | +16,19 % |  | +294 156  | +2     |
| Venstre                                                                                              | 19,36 %  |  | 366 735   | 3      |
| Venstre                                                                                              | –4,03 %  |  | –94 099   | –2     |
| Konservative Folkeparti                                                                              | 11,35 %  |  | 214 972   | 1      |
| Konservative Folkeparti                                                                              | +2,88 %  |  | +48 088   | ±0     |
| Junibevægelsen mod Union                                                                             | 9,08 %   |  | 171 927   | 1      |
| Junibevægelsen mod Union                                                                             | –7,03 %  |  | –145 581  | –2     |
| Socialistisk Folkeparti                                                                              | 7,96 %   |  | 150 766   | 1      |
| Socialistisk Folkeparti                                                                              | +0,85 %  |  | +10 713   | ±0     |
| Dansk Folkeparti                                                                                     | 6,80 %   |  | 128 789   | 1      |
| Dansk Folkeparti                                                                                     | +0,97 %  |  | +13 924   | ±0     |
| Radikale Venstre                                                                                     | 6,36 %   |  | 120 473   | 1      |
| Radikale Venstre                                                                                     | –2,78 %  |  | –59 616   | ±0     |
| Folkebevægelsen mod EU                                                                               | 5,17 %   |  | 97 986    | 1      |
| Folkebevægelsen mod EU                                                                               | –2,12 %  |  | –45 723   | ±0     |
| Övriga partier och kandidater                                                                        | 1,28 %   |  | 24 286    | 0      |
| Övriga partier och kandidater                                                                        | –4,92 %  |  | –97 792   | ±0     |
| Ogiltiga och blanka röster                                                                           | 1,42 %   |  | 27 195    | 0      |
| Ogiltiga och blanka röster                                                                           | –1,20 %  |  | –25 835   | ±0     |
| Valdeltagande                                                                                        | 47,89 %  |  | 1 921 541 | 14     |
| Valdeltagande                                                                                        | –2,57 %  |  | –101 765  | –2     |
| Antal röstberättigade 4 012 663 01 EPP-ED 05 PES 04 ALDE 01 G/EFA 01 GUE/NGL 01 IND/DEM 01 UEN 00 NI |          |  |           |        |